# Pro League Hall of Fame
De Pro League Hall of Fame is een erelijst van voetballers uit de Belgische competitie die sinds 2024 wordt samengesteld. In 2024 werden de eerste 10 voetballegendes gekozen en daarna worden er jaarlijks twee toegevoegd. Om opgenomen te worden moesten de spelers sinds 1975 minstens 75 wedstrijden in de hoogste klasse gespeeld hebben en op voetbalpensioen zijn.

## 2022
In 2022 kondigde de Pro League hun intentie voor de Hall of Fame aan en introduceerde oud-voetbalster Aline Zeler als eerste lid ervan.

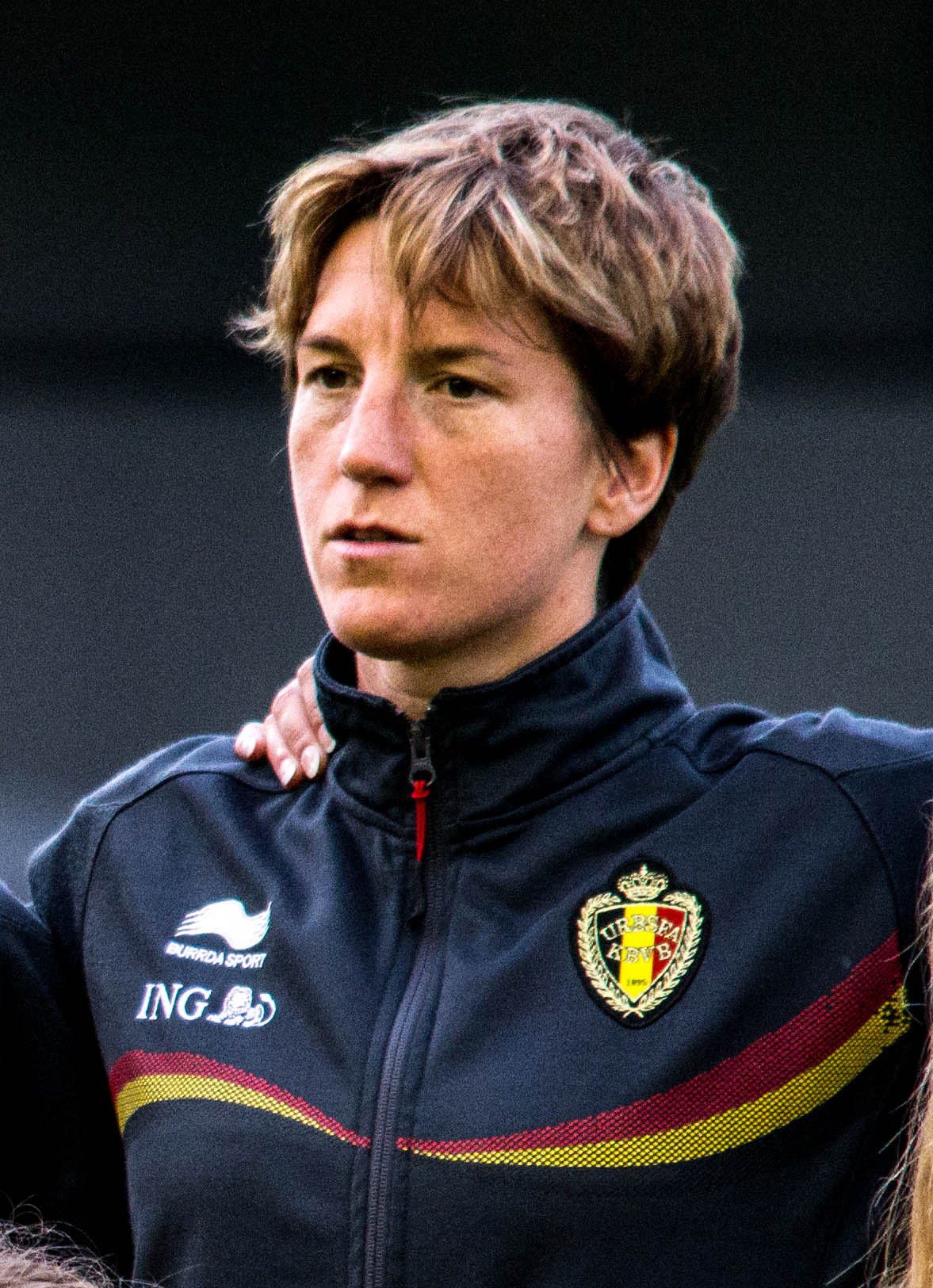
Aline Zeler

## 2024
De volgende spelers werden gekozen uit een lijst van 57 spelers die werd samengesteld door de clubs met een landstitel en 8 wildcards door een panel van experten (Evert Winkelmans, Frank Raes, Mbo Mpenza en Christine Schréder). Supporters kozen nadien hun voorkeur uit de lijst en de spelers met de meeste stemmen werden opgenomen.

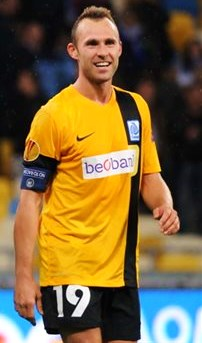
Thomas Buffel (KRC Genk)
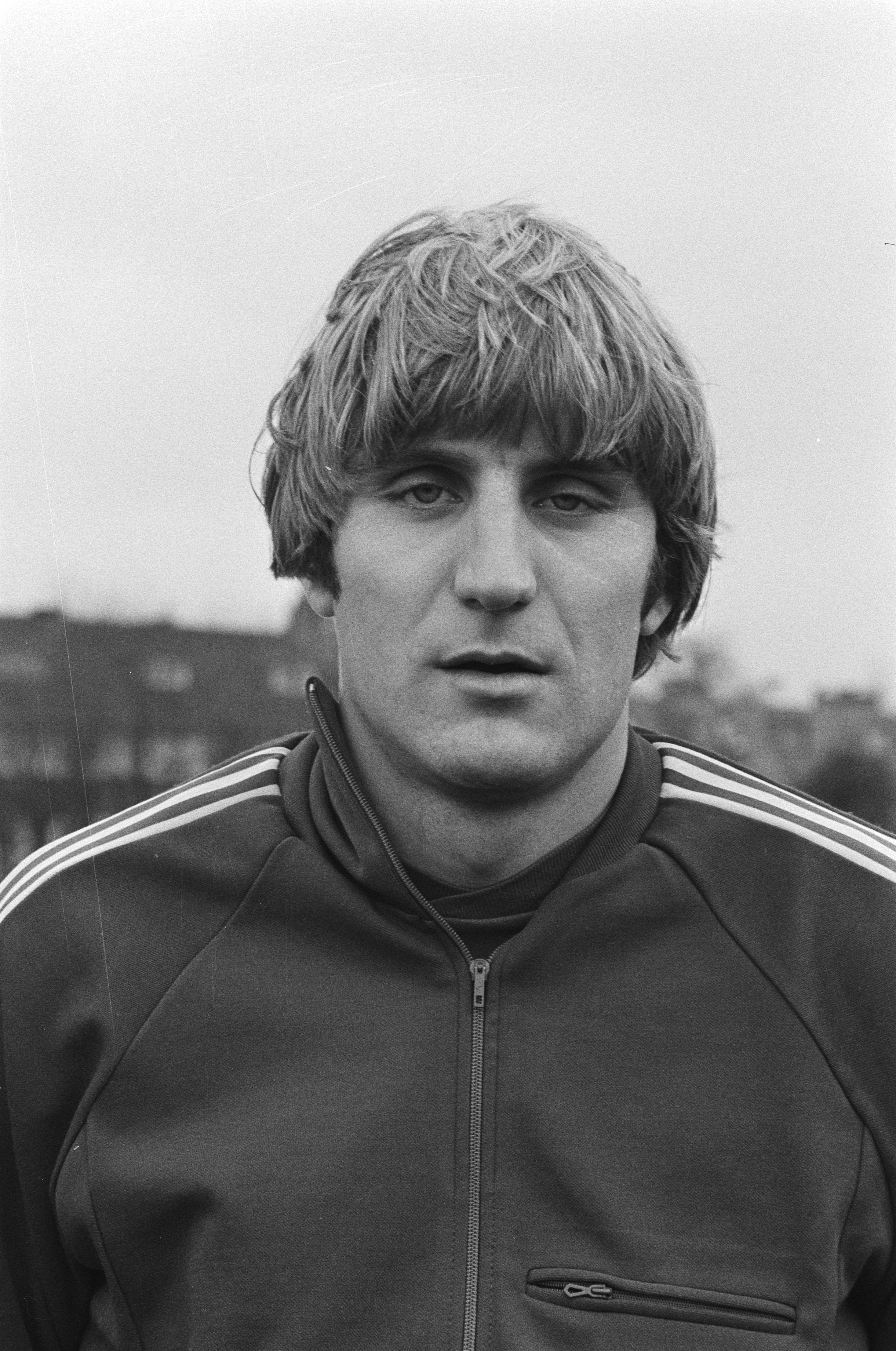
Jan Ceulemans (Club Brugge)
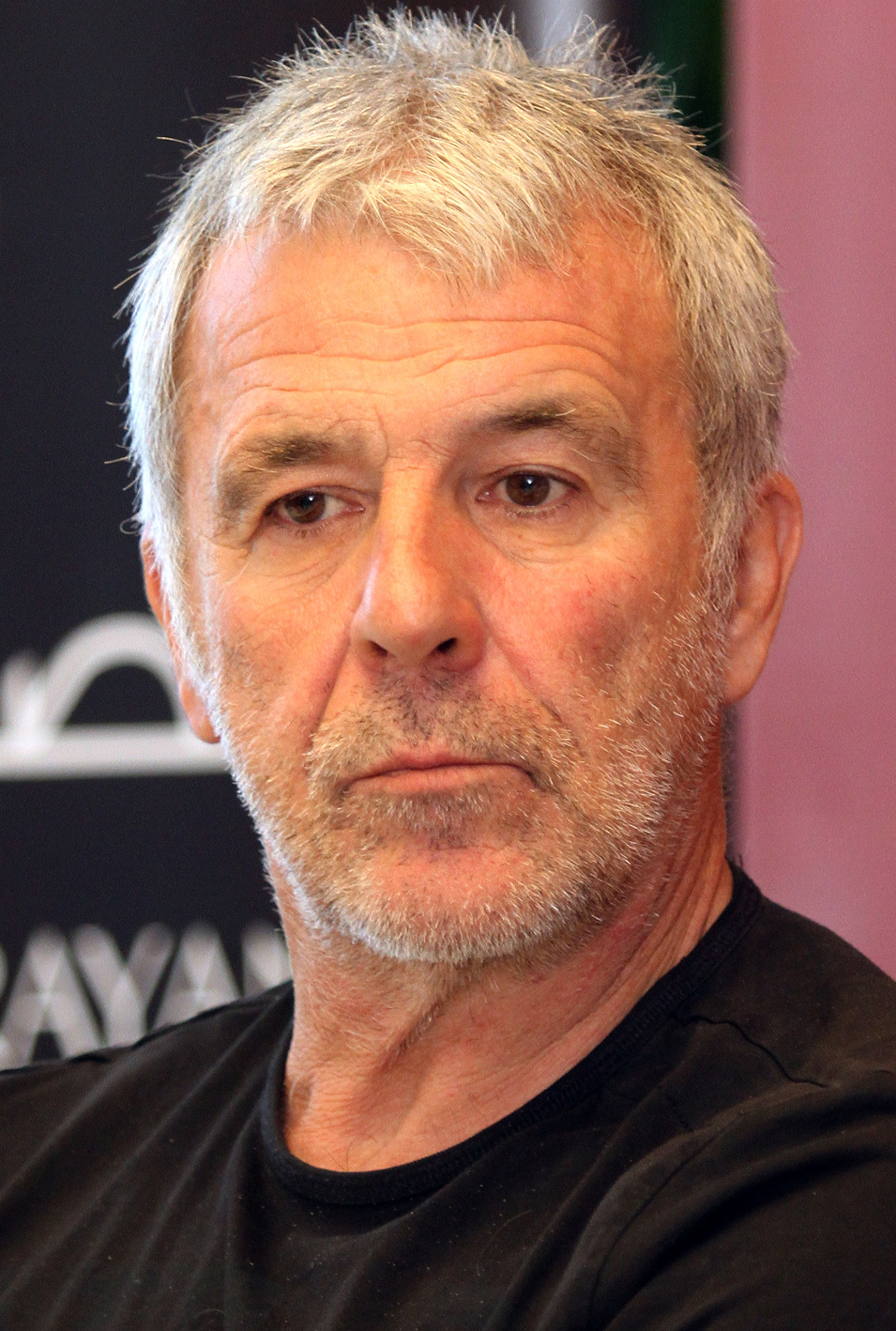
Eric Gerets (Standard Luik)
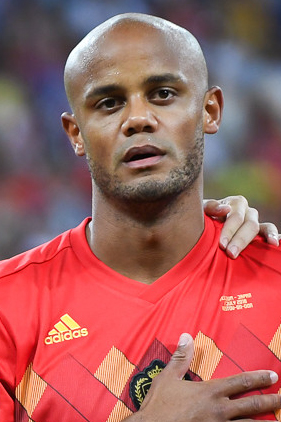
Vincent Kompany (RSC Anderlecht)
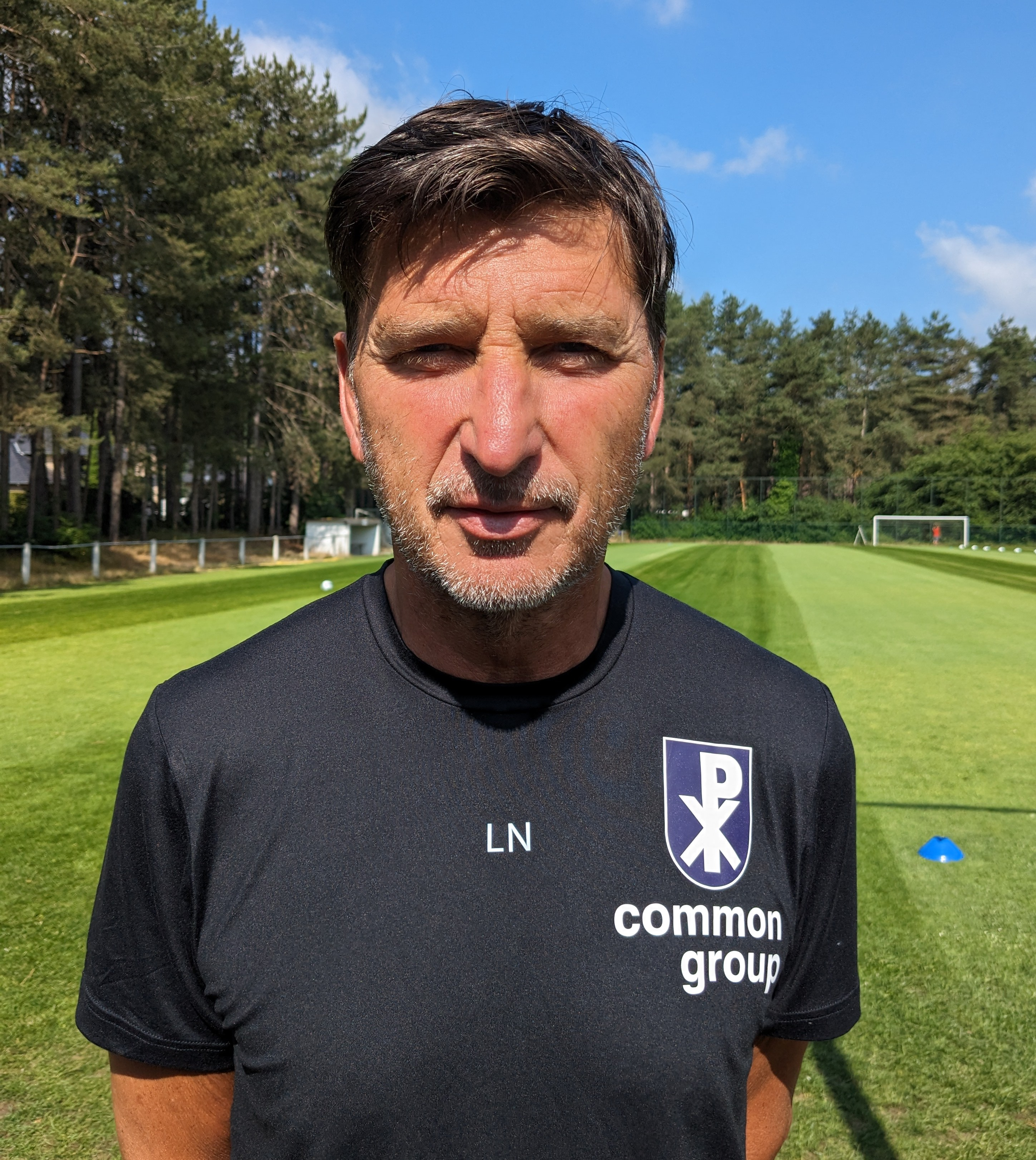
Luc Nilis (RSC Anderlecht)
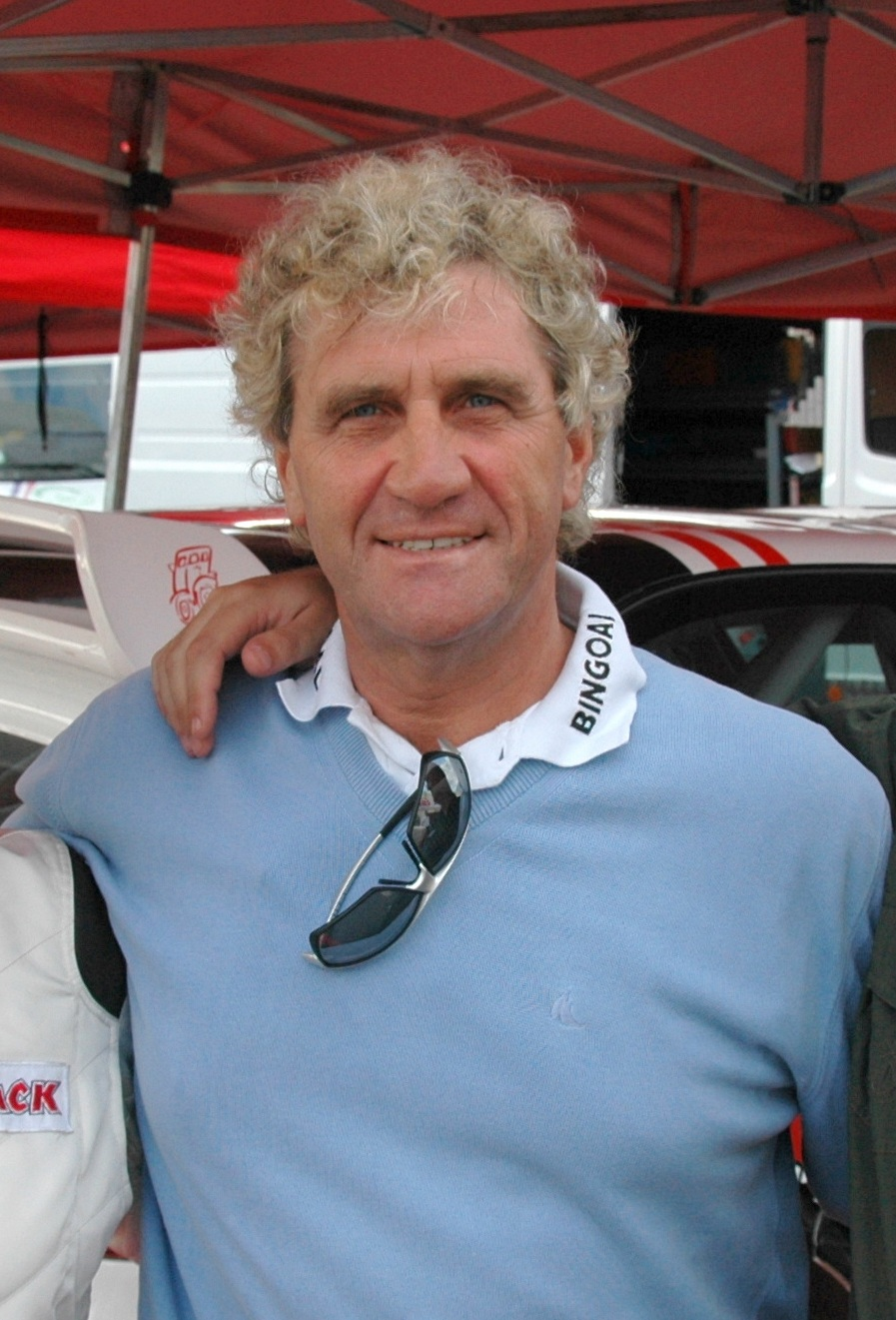
Jean-Marie Pfaff (KSK Beveren)
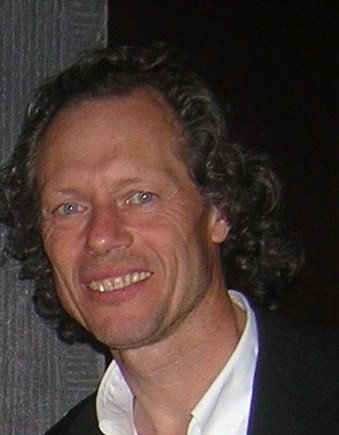
Michel Preud'homme (KV Mechelen)
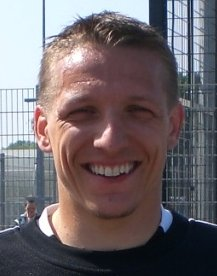
Wesley Sonck (KRC Genk)
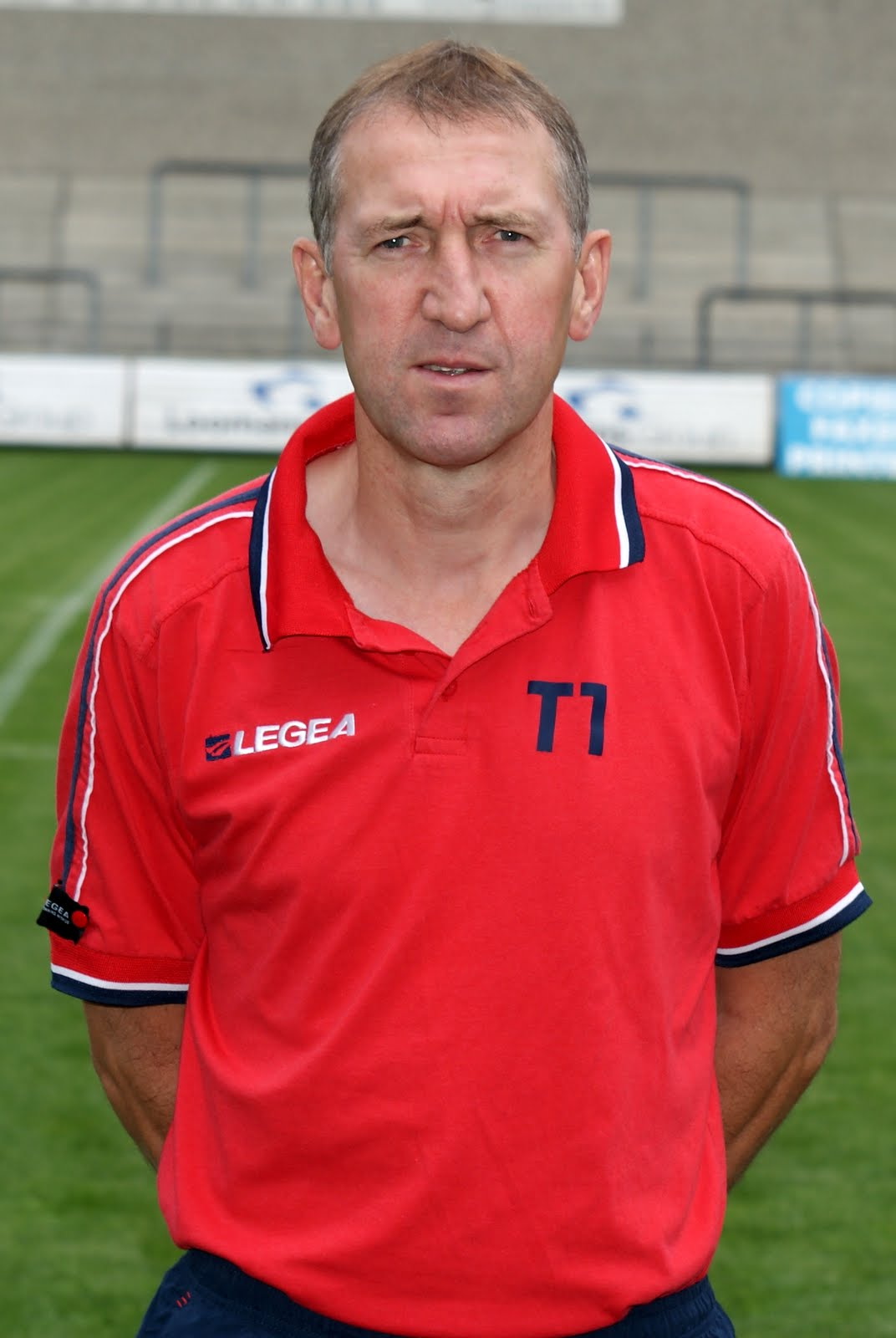
Franky Van der Elst (Club Brugge)
Pär Zetterberg (RSC Anderlecht)

## 2025
In 2025 werden er 2 spelers bijgevoegd.

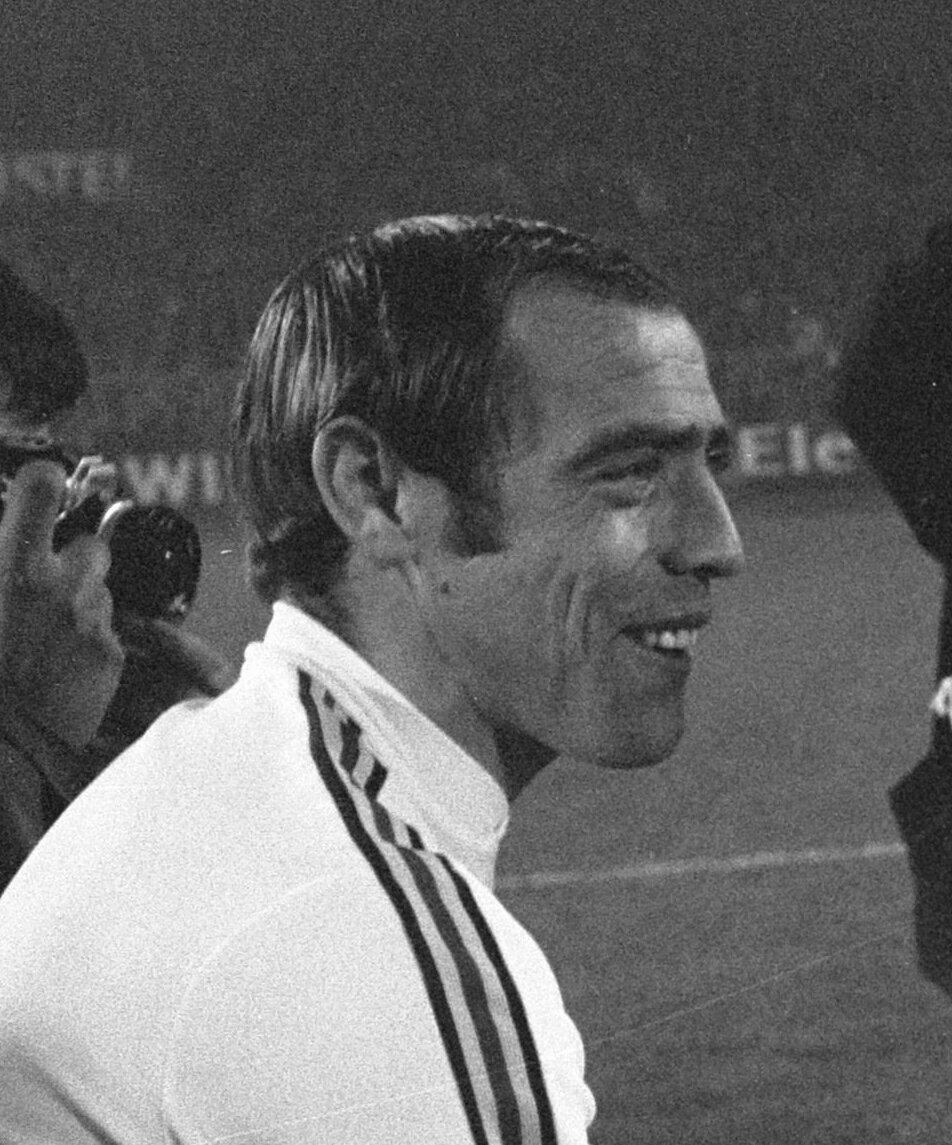
Raoul Lambert (Club Brugge)
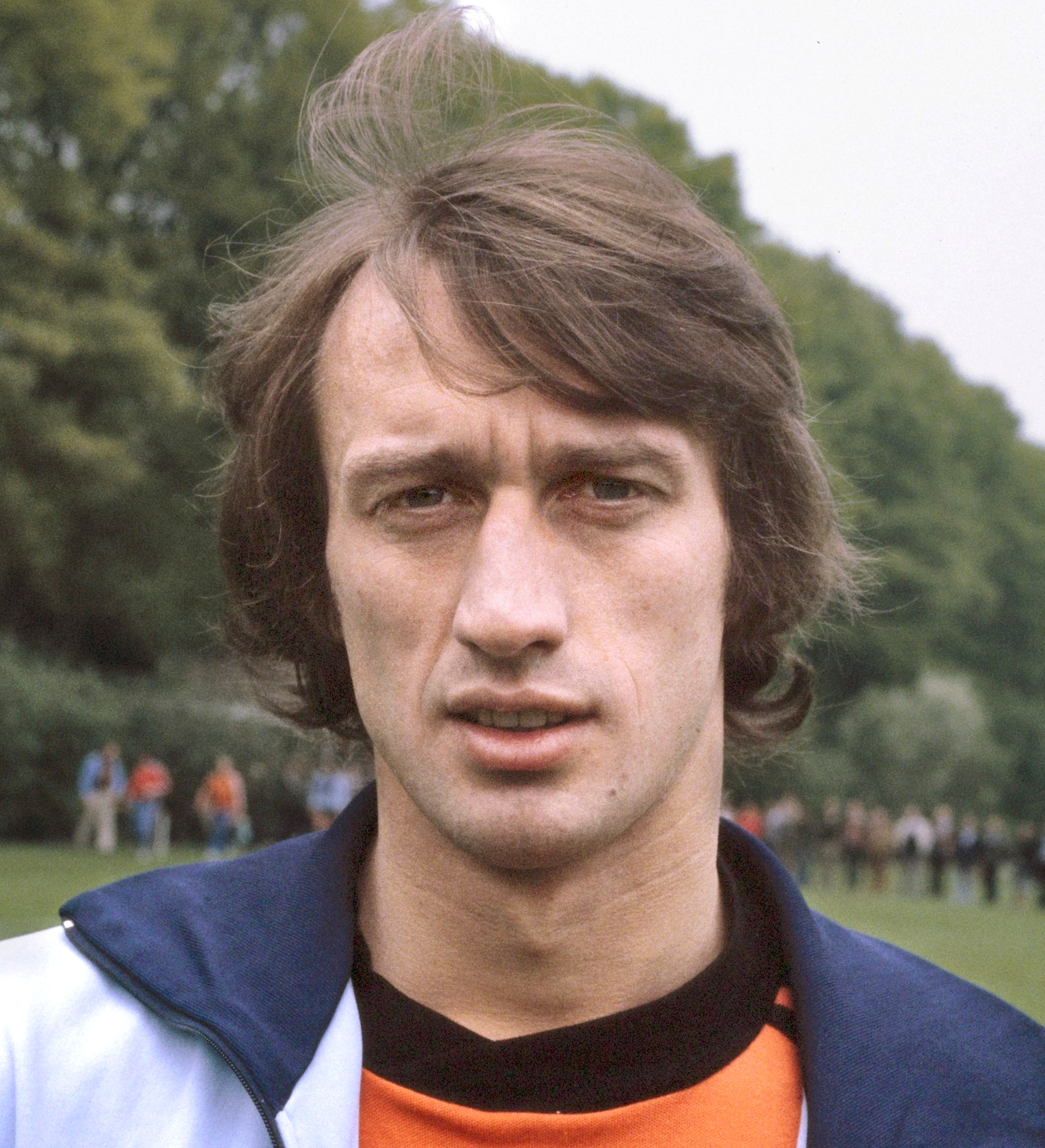
Robbie Rensenbrink (RSC Anderlecht)